# مجموعة (رياضيات)

تقاطع مجموعتين يتكون من العناصر التي تنتمي إلى كلتي المجموعتين, كما يبين ذلك مخطط فيين.

المجموعة أو الفئة (بالإنجليزية: Set) هي مفهوم أساسي في جميع فروع الرياضيات، ويعتبر مفهوم المجموعة من المفاهيم الأولية التي لا تُعرَّف. لكنه يمكن تصور المجموعة على أنها طائفة من الأشياء الموضوعة سوياً، وتسمى هذه الأشياء عناصر المجموعة، وعادة ما تكتب المجموعة باستخدام معقوفتين { } توضع بينهما عناصر المجموعة، فمثلا :
{\displaystyle \{a,b,c\}}
هي مجموعة عناصرها : a، b، c.
كما تستخدم في وصف المجموعات أيضاَ الصورة
{\displaystyle \{x|Px\}}
حيث {\displaystyle Px}
هي خاصية أو عبارة رياضية تميز عناصر المجموعة.
وقد انشغل علماء الرياضيات في أواخر القرن التاسع عشر وبدايات القرن العشرين ببناء منظومة منطقية متكاملة لوصف المجموعات، وهو ما أصبح علما من علوم الرياضيات يسمى نظرية المجموعات. ومن أشهر العلماء الذين اشتغلوا بهذه النظرية جورج كانتور (1845-1918) وبرتراند راسل (1872-1970) و ألفريد نورث وايتهيد (1861-1947) وإرنست زيرميلو (1871-1953) وأبراهام فرانكل (1891-1965) وجون فون نيومان (1903-1957) وكورت غودل (1906-1978) وبول كوهين (1934 -).
المجموعة في الرياضيات هي من أهم أسس ومواضيع الرياضيات التجريدية. إذا أُريدَ تعريف مبدئي يمكن القول أن كل وحدة تضم أشياء أو عناصر من العالم المادي أو غير المادي، الواقعي أو الخيالي تسمى مجموعة.
يمكن للمجموعة أن تكون خالية ولكن لا يمكن لها أن تحتوي على نفس العنصر أكثر من مرة.

## وصف المجموعة
يمكن وصف المجموعة عن طريق كتابة عناصرها إذا كان عددهم قليلا نسبيا. مثلا:
- مجموعة رؤساء الجزائر بين 1962 و1991:

{بن بلا، بومدين، بن جديد}. وكذلك تساوي {بن جديد، بن بلا، بومدين} لأن الترتيب ليس مهما.
- مجموعة دول العالم العربي:

{الجزائر، المغرب، تونس، موريتانيا، ليبيا، مصر، السودان، اليمن،عمان، الصومال، جزر القمر، السعودية، الكويت، قطر، البحرين، الإمارات العربية المتحدة، الأردن، فلسطين، لبنان، سوريا، العراق، جيبوتي}.
و لكن هذه الطريقة للوصف تعتبر غير مناسبة غالباً خاصة عندما يصبح عدد العناصر كبيراً جداً، بالإضافة إلى أنها غير ممكنة على الإطلاق إذا كان عدد العناصر لا نهائيا. لذا يتم اللجوء في هذه الحالات إلى طريقة أكثر أناقة وذلك بوصف المجموعة عن طريق إعطاء العلاقة التي تربط أعضائها. مثلا مجموعة الأعداد الفردية:
{A|حيث يوجد B, B=2A+1}

## نتائج مباشرة
تعريف المجموعة يقود إلى عدد من النتائج المباشرة:
1. لا توجد مجموعتان مختلفتان تضمان نفس العناصر.
2. لا يمكن للمجموعة أن تضم نفس العنصر أكثر من مرة.
3. المجموعة الخالية هي مجموعة جزئية من كل مجموعة.

## المجموعة الجزئية
إذا كان كل عنصر في المجموعة A عنصرا في المجموعة B تسمى عندها المجموعة A مجموعة جزئية من B. إذا كانت A مجموعة جزئية من B وB مجموعة جزئية من A، عندها يكون A=B.
| {\displaystyle A\cap B} |  | {\displaystyle A\cup B} |  | {\displaystyle A\setminus B} |

## تعريف
هي عبارة عن تجمع أشياء حسية أو معنوية بحيث يكون لها معيار دقيق .
مثال :
1. مجموعة الأعداد 3 و 5 و 7 و 11.
2. مجموعة أيام الأسبوع.

## مجموعات خاصة من الأعداد في الرياضيات

تنتمي الأعداد الطبيعية إلى المجموعة ℕ. الأعداد الصحيحة تنتمي إلى المجموعة ℤ. الأعداد الكسرية تنتمي إلى المجموعة ℚ. الأعداد الحقيقية تنتمي إلى المجموعة ℝ. الأعداد المركبة تنتمي إلى المجموعة ℂ. كل مجموعة هي ضمن المجموعة التي تليها كما جئن في هذا الترتيب.